# Шісткова система числення

Десяткове число 6 на кубику у шістковій системі матиме вигляд: "10"

Шісткова система числення — позиційна система числення з шестицифровою основою — 0, 1, 2, 3, 4, 5 — для позначення будь-якого дійсного числа.
Для обчислень у шістковій системі можна використовувати людську руку. Оник, один, два, три, чотири, п'ять можна зобразити однією рукою на пальцях. Коли одна рука позначає шістки, інша - одиниці, то, якщо три пальці витягнуті на одній руці та чотири на іншій, це може означати число «34» у шістковій системі, тобто {\displaystyle 3*6+4=22} — у десятковому виразі. Зазвичай лівою рукою представляють більше значення числа. 

## Числівники у деяких мовах
У деяких мовах числа утворені відповідно до шісткової системи,
 наприклад центральноамериканське плім’я міскіто, обчислення якого базується на шістковій основі: 
| 1  | kumi                  |                      |
| 2  | wal                   |                      |
| 3  | niupa                 |                      |
| 4  | wal-wal               | = 2 + 2              |
| 5  | mata-sip              | = Пальці першої руки |
| 6  | matlalkabe.           |                      |
| 7  | matlalkabe pura kumi  | = 6 + 1.             |
| 8  | matlalkabe pura wal   | = 6 + 2.             |
| 9  | matlalkabe pura niupa | = 6 + 3.             |
| 10 | mata-wal-sip          | = Пальці другої руки |

Мова ндом в Індонезійській Новій Гвінеї має шісткові числівники. Mer означає 6, mer an thef означає 6 × 2 = 12, nif означає 36, а nif thef означає 36 × 2 = 72. На мовах ям Папуа-Нової Гвінеї обрахунки теж пов'язані з шістковою основою, використовуються слова для ступенів шести. Одним із прикладів є мова Komnzo з такими числівниками: nibo (61), fta (62 [36]), taruba (63 [216]), damno (64 [1296]), wärämäkä (65 [7776]), wi (66 [46656]). В деяких мовах Нігерії і Конго використовується шісткова система числення на додаток до іншої, наприклад десяткової чи двадцяткової. Вважається, що прауральська мова також мала шісткові числівники .

## Запис чисел у деяких системах лічби
| Шісткова       | 1 | 2  | 3  | 4   | 5   | 10  | 11  | 12   | 13   | 14   | 15   | 20   | 21   | 22   | 23   |
| Двійкова       | 1 | 10 | 11 | 100 | 101 | 110 | 111 | 1000 | 1001 | 1010 | 1011 | 1100 | 1101 | 1110 | 1111 |
| Десяткова      | 1 | 2  | 3  | 4   | 5   | 6   | 7   | 8    | 9    | 10   | 11   | 12   | 13   | 14   | 15   |
| Шістнадцяткова | 1 | 2  | 3  | 4   | 5   | 6   | 7   | 8    | 9    | A    | B    | C    | D    | E    | F    |

Шісткова система лічби виражає 6 як «10», 9 як «13», тобто «шість плюс три», 10 як «14», тобто «шість плюс чотири», дванадцять (12) як «20», тобто «дві шістки», шістнадцять (16) як «24», тобто «дві шістки і чотири».
Цифри, кратні трьом, закінчуються на 3 або 0, наприклад, десяткове число 18 (вісімнадцять) виражається як «30» (три шістки), 15 - «23» (дві шістки і три), 27 - «43» (чотири шістки і три).

## Математичні особливості
| × | 1 | 2  | 3  | 4  | 5  |
| - | - | -- | -- | -- | -- |
| 1 | 1 | 2  | 3  | 4  | 5  |
| 2 | 2 | 4  | 10 | 12 | 14 |
| 3 | 3 | 10 | 13 | 20 | 23 |
| 4 | 4 | 12 | 20 | 24 | 32 |
| 5 | 5 | 14 | 23 | 32 | 41 |

У шістковій системі всі прості числа, крім 2 і 3, мають 1 або 5 як кінцеву цифру. 
2, 3, 5, 11, 15, 21, 25, 31, 35, 45, 51, 101, 105, 111, 115, 125, 135, 141, 151, 155, 201, 211, 215, 225, 241, 245, 251, 255, 301, 305, 331, 335, 345, 351, 405, 411, 421, 431, 435, 445, 455, 501, 515, 521, 525, 531, 551, ... (послідовність A004680 з Онлайн енциклопедії послідовностей цілих чисел, OEIS)

## Дроби
| Десяткова основа Прості множники основи: 2, 5 Прості множники одиниці під основою: 3 Прості множники одиниці над основою: 11 | Десяткова основа Прості множники основи: 2, 5 Прості множники одиниці під основою: 3 Прості множники одиниці над основою: 11 | Десяткова основа Прості множники основи: 2, 5 Прості множники одиниці під основою: 3 Прості множники одиниці над основою: 11 | Шісткова основа Прості множники основи: 2, 3 Прості множники одиниці нижче основи: 5 Прості множники одиниці над основою: 7 (=116) | Шісткова основа Прості множники основи: 2, 3 Прості множники одиниці нижче основи: 5 Прості множники одиниці над основою: 7 (=116) | Шісткова основа Прості множники основи: 2, 3 Прості множники одиниці нижче основи: 5 Прості множники одиниці над основою: 7 (=116) |
| Дроби | Прості множники | Позиційний запис | Позиційний запис | Прості множники | Дроби |
| 1/2 | 2 | 0.5 | 0.3 | 2 | 1/2 |
| 1/3 | 3 | 0.3333... = 0.3 | 0.2 | 3 | 1/3 |
| 1/4 | 2 | 0.25 | 0.13 | 2 | 1/4 |
| 1/5 | 5 | 0.2 | 0.1111... = 0.1 | 5 | 1/5 |
| 1/6 | 2, 3 | 0.16 | 0.1 | 2, 3 | 1/10 |
| 1/7 | 7 | 0.142857 | 0.05 | 11 | 1/11 |
| 1/8 | 2 | 0.125 | 0.043 | 2 | 1/12 |
| 1/9 | 3 | 0.1 | 0.04 | 3 | 1/13 |
| 1/10 | 2, 5 | 0.1 | 0.03 | 2, 5 | 1/14 |
| 1/11 | 11 | 0.09 | 0.0313452421 | 15 | 1/15 |
| 1/12 | 2, 3 | 0.083 | 0.03 | 2, 3 | 1/20 |
| 1/13 | 13 | 0.076923 | 0.024340531215 | 21 | 1/21 |
| 1/14 | 2, 7 | 0.0714285 | 0.023 | 2, 11 | 1/22 |
| 1/15 | 3, 5 | 0.06 | 0.02 | 3, 5 | 1/23 |
| 1/16 | 2 | 0.0625 | 0.0213 | 2 | 1/24 |
| 1/17 | 17 | 0.0588235294117647 | 0.0204122453514331 | 25 | 1/25 |
| 1/18 | 2, 3 | 0.05 | 0.02 | 2, 3 | 1/30 |
| 1/19 | 19 | 0.052631578947368421 | 0.015211325 | 31 | 1/31 |
| 1/20 | 2, 5 | 0.05 | 0.014 | 2, 5 | 1/32 |
| 1/21 | 3, 7 | 0.047619 | 0.014 | 3, 11 | 1/33 |
| 1/22 | 2, 11 | 0.045 | 0.01345242103 | 2, 15 | 1/34 |
| 1/23 | 23 | 0.0434782608695652173913 | 0.01322030441 | 35 | 1/35 |
| 1/24 | 2, 3 | 0.0416 | 0.013 | 2, 3 | 1/40 |
| 1/25 | 5 | 0.04 | 0.01235 | 5 | 1/41 |
| 1/26 | 2, 13 | 0.0384615 | 0.0121502434053 | 2, 21 | 1/42 |
| 1/27 | 3 | 0.037 | 0.012 | 3 | 1/43 |
| 1/28 | 2, 7 | 0.03571428 | 0.0114 | 2, 11 | 1/44 |
| 1/29 | 29 | 0.0344827586206896551724137931                                                                                               | 0.01124045443151 | 45 | 1/45 |
| 1/30 | 2, 3, 5 | 0.03 | 0.01 | 2, 3, 5 | 1/50 |
| 1/31 | 31 | 0.032258064516129 | 0.010545 | 51 | 1/51 |
| 1/32 | 2 | 0.03125 | 0.01043 | 2 | 1/52 |
| 1/33 | 3, 11 | 0.03 | 0.01031345242 | 3, 15 | 1/53 |
| 1/34 | 2, 17 | 0.02941176470588235 | 0.01020412245351433 | 2, 25 | 1/54 |
| 1/35 | 5, 7 | 0.0285714 | 0.01 | 5, 11 | 1/55 |
| 1/36 | 2, 3 | 0.027 | 0.01 | 2, 3 | 1/100 |

## Див.також
- Позиційна система числення
- Непозиційні системи числення
- Нега-позиційна система числення
- Єгипетська система числення
- Арабська система числення
- Старослов'янська система числення
- Римська система числення
- Двійкова система числення
- Трійкова система числення
- Четвіркова система числення
- П'ятіркова система числення
- Вісімкова система числення
- Десяткова система числення
- Дванадцяткова система числення
- Шістнадцяткова система числення
- Двадцяткова система числення
- Шістдесяткова система числення
- Числова система залишків
- Система числення Фібоначчі